# Velika Krsna
Velika Krsna (cyr. Велика Крсна) – wieś w Serbii, w mieście Belgrad, w gminie miejskiej Mladenovac. W 2011 roku liczyła 2693 mieszkańców.